# Завоевание Францией Чада
Завоевание Францией Чада представляло собой интервенцию французских колониальных войск, с целью помочь султанату Багирми в борьбе с империей Рабиха и затем, постепенное подчинение территории современного Чада Франции.

## История

### Центральноафриканская экспедиция
В 1893 году расположенное на берегах озера Чад государство Борну было завоёвано Рабихом аз-Зубайром. В этом же году он сжёг город Масенья — столицу султаната Багирми. После этого 25-й султан Багирми Абд ар-Рахман Гваранга обратился к Франции с просьбой о военной помощи, а в 1897 году султанат принял протекторат Франции.
В 1898 году было заключено англо-французское соглашение, завершившее фашодский кризис и определившее колониальные границы в Африке. В следующем году французские войска завладели городом Ин-Салах на территории современного Алжира. С севера французский отряд во главе с Фернаном Фуро и майором Лами предпринял наступление на Аир и стал продвигаться к берегам Чада, разгромив армию империи аз-Зубайра 22 апреля 1900 года в битве при Куссери. Территория государства Зубайра была включена в состав владений Франции и объявлена французской военной территорией.

### Покорение Ахаггара, Тибести и Вадаи
В 1902 году французские войска разбили туарегов конфедерации Кель Ахаггар в битве при Тите. Годом позже Кель Ахаггар стал протекторатом Франции, а в Фигиге вспыхнуло восстание против французского господства.
1906 год — французские войска захватили Бильму и приступили к покорению территории племён Борку. Майор Жан Тийо приступил к картографической съёмке нагорья Тибести. В 1908 году Французская республика начала завоевание государства Вадаи в горной области Чада, продолжавшееся до 1911 года. Для завоевания Вадаи Франция в течение 1909—1911 годов сосредоточила в регионе до 50 тысяч человек. У племён Вадаи было столько же воинов. Потери Франции в этой кампании достигали 4 тысяч человек, племён Вадаи — 8 тысяч.

### Итог
15 января 1910 года африканские владения Франции — Габон, Среднее Конго, Убанги-Шари и Чад, были объединены в колонию Французская Экваториальная Африка с административным центром в Браззавиле. Покорением французскими войсками области Унианга в Тибести и Борку (1906—1914) завоевание Чада было завершено — в 1915 году Чад выделен из провинции Убанги-Шари в самостоятельную единицу в составе Французской Экваториальной Африки.